# Павиљон инжењерских официра
Павиљон инжењерских официра је зграда подигнута средином 18. века у Петроварадину, на углу улица Београдске и Назорове. Грађевина је од настанка задржала аутетичну намену, карактеристичне основе која је уцртана на плану Петроварадинске тврђаве из 1761. године.

## Архитектура павиљона
Уличне фасаде сујединствено решене са наглашеним вишеструко профилисаним поткровним и једноставно обликованим међуспратним венцима. Зидно платно је равно малтерисано, осим у приземној зони где су извучене плитке фуге. Фасаде су рашчлањене плитким пиластрима који се пружају од високе сокле до поткровног венца. Сви прозори су у плитком једноставном данас малтерисаном раму. Фасада из Београдсе улице је симетрично компонована, издељена пиластрима у четири поља од којих два централна акцентују улазни део са удвојеним, сегментно завршеним порталима, од којих је данас у функцији само леви, док је десни зазидан са прозорским отвором у средини. Изнад портала, на првом спрату су истакнути камени балкони на профилисаним каменим конзолама. Ограде су од кованог гвожђа, у комбинацији стилизованих слова и флоралне орнаментике.
Унутрашњост објекта током времена је претпела низ измена, како у организацији простора тако и у обради површина. Ипак, сачувано су сви елементи аутетичног конструктивног склопа и функционални распоред росторија на свим етажама.